# نيك فينيما
نيك فينيما (بالهولندية: Nick Venema) (9 أبريل 1999 بأوترخت في هولندا - ) هو لاعب كرة قدم هولندي في مركز الهجوم.

## روابط خارجية
- نيك فينيما على موقع الاتحاد الأوربي (الإنجليزية)
- نيك فينيما على موقع قاعدة بيانات كرة القدم.إي يو (الإنجليزية)
- نيك فينيما على موقع Soccerway.com (الإنجليزية)
- نيك فينيما على موقع عالم كرة القدم.نت (الإنجليزية)